# Styloleptus brunneofasciatus
Styloleptus brunneofasciatus es una especie de escarabajo longicornio del género Styloleptus, tribu Acanthocinini, subfamilia Lamiinae. Fue descrita científicamente por Fisher en 1935.

## Descripción
Mide 3 milímetros de longitud.

## Distribución
Se distribuye por Jamaica.